# Wendy Overton
Wendy Overton (* 31. März 1947 in Glen Cove, New York) ist eine ehemalige US-amerikanische Tennisspielerin.

## Karriere
Overton wuchs in Ormond Beach auf und begann im Alter von sieben Jahren mit dem Tennis. Schon als Juniorin sammelte sie große Erfolge. So gewann sie die Staatsmeisterschaften in den Altersklassen 14, 15, 16, 17 und 18. Bei den nationalen Meisterschaften erreichte sie im Einzel das Halbfinale und siegte im Doppel.
Auf der WTA Tour gewann sie fünf Turniere im Doppel.

## Persönliches
1969 machte sie einen Abschluss am Rollins College in Winter Park. Sie arbeitet als Immobilienmaklerin.

## Turniersiege
Doppel 
| Nr. | Datum          | Turnier          | Kategorie                        | Belag           | Partnerin          | Finalgegnerinnen                | Ergebnis      |
| --- | -------------- | ---------------- | -------------------------------- | --------------- | ------------------ | ------------------------------- | ------------- |
| 1.  | Februar 1972   | Washington, D.C. | Virginia Slims Circuit           | Teppich (Halle) | Valerie Ziegenfuss | Judy Dalton Françoise Dürr      | 7:5, 6:2      |
| 2.  | April 1972     | Saint Petersburg | Virginia Slims Circuit           | Sand            | Katen Krantzcke    | Judy Dalton Françoise Dürr      | 7.5, 6:4      |
| 3.  | September 1972 | Phoenix          | Virginia Slims Circuit           | Hartplatz       | Rosie Casals       | Françoise Dürr Betty Stöve      | 6:4, 6:3      |
| 4.  | Oktober 1974   | Houston          | Virginia Slims Circuit           | Teppich (Halle) | Janet Newberry     | Sue Stap Virginia Wade          | 4:6, 7:5, 6:2 |
| 5.  | Oktober 1975   | Orlando          | Women’s International Grand Prix | Sand            | Rosie Casals       | Chris Evert Martina Navrátilová | kampflos      |

## Abschneiden bei Grand-Slam-Turnieren

### Einzel
| Turnier         | 1968 | 1969 | 1970 | 1971 | 1972 | 1973 | 1974 | 1975 | 1976 | 1977 | 1978 | Karriere |
| --------------- | ---- | ---- | ---- | ---- | ---- | ---- | ---- | ---- | ---- | ---- | ---- | -------- |
| Australian Open | —    | —    | —    | —    | —    | —    | —    | —    | —    | —    | —    | —        |
| French Open     | —    | —    | 2    | —    | AF   | —    | —    | —    | —    | —    | —    | AF       |
| Wimbledon       | —    | —    | 2    | —    | 3    | 2    | 1    | —    | —    | —    | —    | 3        |
| US Open         | AF   | 2    | —    | 2    | 2    | 1    | 1    | AF   | AF   | 2    | 2    | AF       |

### Doppel
| Turnier         | 1968 | 1969 | 1970 | 1971 | 1972 | 1973 | 1974 | 1975 | 1976 | 1977 | 1978 | Karriere |
| --------------- | ---- | ---- | ---- | ---- | ---- | ---- | ---- | ---- | ---- | ---- | ---- | -------- |
| Australian Open | —    | —    | —    | —    | —    | —    | —    | —    | —    | —    | —    | —        |
| French Open     | —    | —    | —    | —    | AF   | —    | —    | —    | —    | —    | —    | AF       |
| Wimbledon       | —    | —    | 1    | —    | 1    | 1    | 1    | —    | —    | —    | —    | 1        |
| US Open         | —    | 1    | —    | AF   | VF   | VF   | VF   | 1    | AF   | 2    | 2    | VF       |